# 多枝耳蛛
多枝耳蛛（学名：Arcuphantes ramosus）为皿蛛科耳蛛属的动物。在中国大陆，分布于湖北、湖南等地。该物种的模式产地在湖北。